# Palais d'Aquino di Caramanico
Le palais d'Aquino di Caramanico est un palais de Naples situé dans le quartier de San Giuseppe. 
De construction incertaine, il fut rénové par Ferdinando Fuga entre 1775 et 1780. À partir de la première moitié du XIXe siècle, c'était la possession des Carafa de Noja. 

## Description
Il a une façade divisée en deux parties et décorée de deux rangées de pilastres. 
La partie inférieure se caractérise par un portail de la taille d'une arche ronde, dominé par un grand tympan cintré soutenu par les piliers. Le bâtiment n'a pas de blason, bien qu'il ait été visible jusqu'à ce que le noble blason des D'Aquino soit passé aux Carafa di Noja. 
À gauche du portail se trouve le magasin de couture historique Cilento, fondé en 1780, et établi à son emplacement actuel depuis 1820. 